# Acília (gente)
Acília (em latim: Acilia) era uma gente plebeia da Roma Antiga, que floresceu a partir de meados do século III a.C., pelo menos até o V d.C., um período de setecentos anos. O primeiro da gente a alcançar destaque foi a Caio Acílio Glabião, que foi questor em 203 a.C. e tribuno da plebe em 197 a.C.